# Bognor Regis
Bognor Regis este un oraș și o stațiune turistică în comitatul West Sussex, regiunea South East, Anglia. Orașul se află în districtul Arun.